# Caldas SC
Der Caldas Sport Clube ist ein portugiesischer Fußballverein aus Caldas da Rainha.

## Geschichte
Der Caldas SC wurde im Mai 1916 gegründet und gewann in den 1930er Jahren mehrfach die regionale Meisterschaft. 1950 stieg der Klub in die dritte Liga auf und rückte in der Folge in der Ligapyramide weiter nach oben, 1955 erreichte er die Primeira Divisão. In der Spielzeit 1957/58 gelang mit dem zehnten Tabellenplatz das beste Ergebnis der Vereinsgeschichte, am Ende der folgenden Spielzeit stieg die Mannschaft nach vier Jahren Erstligazugehörigkeit wieder ab.
Nach dem Abstieg konnte sich der Caldas SC auch nicht längerfristig in der Segunda Divisão halten und rutschte bis in den regionalen Bereich zurück, konnte sich aber wieder erholen und erreichte 1970 erneut die Zweitklassigkeit. Bei einer Ligareform 1990 verpasste die Mannschaft die Qualifikation für die neu eingeführte eingleisige zweite Liga in Form der Segunda Divisão de Honra und trat fortan drittklassig an. Hier gehörte der Klub anfänglich zur Spitzengruppe, die regelmäßig um den Zweitligaaufstieg spielte. 2005 stieg der Klub in die viertklassige Terceira Divisão ab, schaffte aber zwei Jahre später die Rückkehr. Nach dem direkten Wiederabstieg kämpfte die Mannschaft auch in der vierten Liga zunächst gegen den Absturz in den regionalen Ligabereich, ehe sie 2011 wieder in die drittklassige Segunda Divisão aufstieg. Wiederum folgte der direkte Wiederabstieg, anschließend qualifizierte sich die Mannschaft für die 2013 im Zuge einer Ligareform der dritthöchsten Spielklasse unter dem Namen Campeonato Nacional de Seniores eingeführte Campeonato de Portugal. Hier platzierte sich der Klub vornehmlich im mittleren Bereich und schaffte bei einer erneuten Ligareform in Folge der Auswirkungen der COVID-19-Pandemie in Portugal für die als mit zwei Staffeln konsolidierte dritthöchste Spielklasse eingeführte Liga 3. Dort musste der Klub regelmäßig in der Abstiegsrunde antreten, konnte aber jeweils die Klasse halten.